# لورين جيمس
لورين جيمس (ولدت في 29 سبتمبر 2001) هي لاعبة كرة قدم إنجليزية تلعب في مركز امامي لنادي تشيلسي النسائي.

## مسيرة مهنية

### ارسنال
في 29 سبتمبر 2017 ، ظهرت جيمس لأول مرة مع آرسنال، حيث ظهرت في الدقيقة 67 ، لتحل محل ليزا إيفانز في فوز بنتيجة 2-0 على إيفرتون في موسم 2017-18 .  وبذلك، أصبحت ثاني أصغر لاعبة في تاريخ آرسنال لأول مرة.

### مانشستر يونايتد

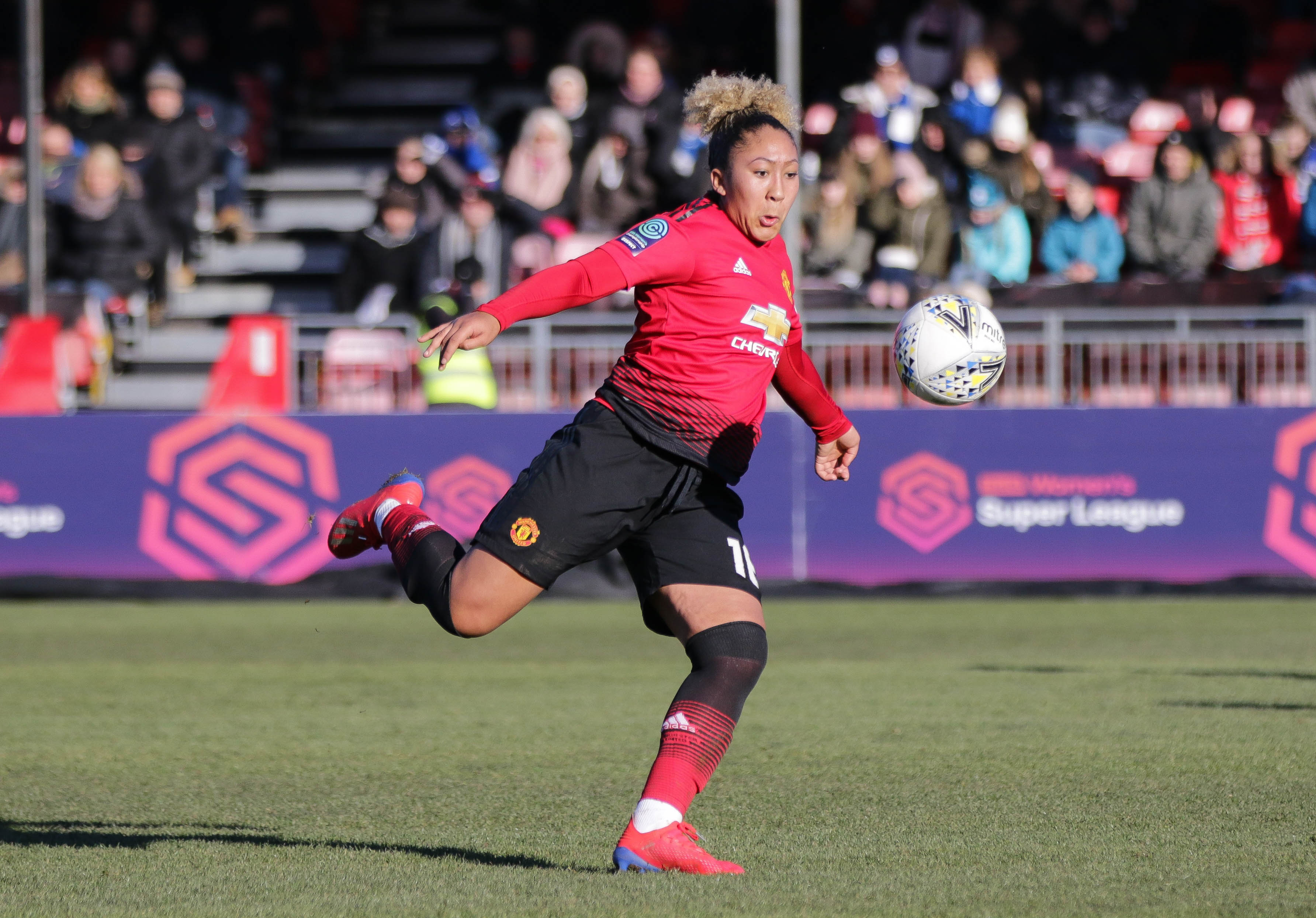
جيمس يلعب لمانشستر يونايتد ضد برايتون هوف ألبيون في 2019.

في 13 يوليو 2018 ، أُعلن أن جيمس ستكون جزءًا من أول فريق محترف في مانشستر يونايتد للتنافس في بطولة السيدات 2018-2019 المعاد هيكلتها حديثًا.  ظهرت لأول مرة تنافسية لمانشستر يونايتد في فوز 1-0 في كأس الأندية ضد ليفربول ، في 19 أغسطس.  وسجلت هدفي الافتتاح في مباراة يونايتد الأولى لموسم بطولة 2018-2019 ، بفوز 12-0 على أستون فيلا.  تم التصويت لجيمس كأفضل لاعبة في بطولة أمريكا للسيدات لشهر سبتمبر بعد أهدافها الثلاثة في شهر افتتاح مانشستر يونايتد الذي لم يهزم.  في 20 أبريل 2019 ، سجلت جيمس أربعة أهداف في فوز 7-0 في الدوري ضد كريستال بالاس. 
سجلت جيمس أول هدف لنادي WSL ، وسجلت في الدقيقة 71 في فوز 2-0 على ليفربول في 28 سبتمبر 2019.  بعد أسبوعين، تم طرد جيمس في فوز يونايتد 3-0 على توتنهام هوتسبر بعد تلقيها بطاقتين صفراء.  وقعت جيمس عقدها الاحترافي الأول مع النادي في 16 ديسمبر. 

## مهنة دولية
في أبريل 2017 ، قدمت جيمس أول ظهور لها تحت سن 17 عامًا في هزيمة ودية أمام الولايات المتحدة 2-0. في 14 أكتوبر 2017 ، قادت إنجلترا خلال فوز 10-0 على لاتفيا كجزء من بطولة كأس الأمم الأوروبية للسيدات، وسجلت أربعة أهداف.
في يناير 2019 ، تلقت جيمس أول استدعاء لها لفريق وهي تحت 19 سنة في بطولة الغارف.  في يوليو 2019 ، تم إضافة جيمس في تشكيلة إنجلترا لبطولة UEFA under 2019 في اسكتلندا. 

## الحياة الشخصية
جيمس هي الأخت الصغرى لمدافع تشيلسي ريس جيمس.  وقد استشهدت بوالدها نايجل، مدرب كرة القدم المرخص من الاتحاد الأوروبي، كمصدر إلهام: «لقد ساعدني في كل خطوة في مسيرتي. لقد نشأت وأنا ألعب كرة القدم مع إخوتي وأردت أن ألعب مثلهم. لطالما أحببت اللعبة. أنا ممتن لوالدي طوال الوقت والجهد والحب الذي اعطاه لي في كرة القدم من خلال تدريبي لكي أصل إلى أفضل مستوى». 

## الإحصائيات المهنية
| النادي          | الموسم          | الدوري          | الدوري  | الدوري  | كأس الاتحاد الإنجليزي | كأس الاتحاد الإنجليزي | كأس الدوري | كأس الدوري | مجموع   | مجموع   |
| النادي          | الموسم          | قطاع            | تطبيقات | الأهداف | تطبيقات               | الأهداف               | تطبيقات    | الأهداف    | تطبيقات | الأهداف |
| --------------- | --------------- | --------------- | ------- | ------- | --------------------- | --------------------- | ---------- | ---------- | ------- | ------- |
| ارسنال          | 2017-18         | WSL 1           | 5       | 0       | 0                     | 0                     | 3          | 1          | 8       | 1       |
| مانشستر يونايتد | 2018–19         | بطولة           | 18      | 14      | 3                     | 2                     | 6          | 1          | 27      | 17      |
| مانشستر يونايتد | 2019-2020       | WSL             | 12      | 6       | 1                     | 1                     | 5          | 2          | 18      | 9       |
| مانشستر يونايتد | مجموع           | مجموع           | 30      | 20      | 4                     | 3                     | 11         | 3          | 45      | 26      |
| المجموع الوظيفي | المجموع الوظيفي | المجموع الوظيفي | 35      | 20      | 4                     | 3                     | 14         | 4          | 53      | 27      |

1. ↑  Includes the Women's FA Cup
2. ↑  Includes the WSL Cup/Women's League Cup  [لغات أخرى]‏

## انجازات

### النادي
مانشستر يونايتد
- بطولة الاتحاد الإنجليزي للسيدات: 2018-2019 [16]

### فردي
- أفضل لاعبة في بطولة الاتحاد للسيدات: سبتمبر 2018 [7]

## روابط خارجية
- لورين جيمس على موقع الاتحاد الأوربي (الإنجليزية)
- لورين جيمس على موقع قاعدة بيانات كرة القدم.إي يو (الإنجليزية)
- لورين جيمس على موقع Soccerway.com (الإنجليزية)